# Etheostoma stigmaeum
Etheostoma stigmaeum è un piccolo pesce d'acqua dolce appartenente alla famiglia Percidae.

## Distribuzione e habitat
Questa specie è diffusa in America del Nord, nelle acque del bacino idrografico del fiume Mississippi (dalla Virginia al Kansas, dalla Louisiana alla Florida), dove vive in torrenti e piccoli corsi d'acqua limpida con fondale ghiaioso e sabbioso.

## Descrizione
Presenta un corpo allungato e compresso ai fianchi, con testa triangolare e occhi grandi. Come gli altri congeneri possiede due pinne dorsali, la prima è bassa e retta da raggi grossi, la seconda è alta, opposta e simmetrica alla pinna anale. Le pinne ventrali e pettorali sono ampie. La pinna caudale è a delta. La livrea presenta un colore di fondo bruno-arancio finemente marezzato di bruno, il ventre è giallo argenteo, il muso azzurro. I fianchi e tutto il peduncolo caudale sono decorati da una linea di chiazze tondeggianti turchesi. La prima pinna dorsale presenta una fascia azzurra alla radice, una fascia rossa e in alto una fascia trasparente, ed è orlata di azzurro, mentre la seconda dorsale è grigio trasparente puntinata di rosso o di azzurro. Le altre pinne sono azzurre tendenti al trasparente.

Raggiunge una lunghezza massima di 6 cm.

## Riproduzione
Le uova sono sepolte nel fondale. In caso di pericolo gli avannotti si rifugiano nella bocca dei genitori.

## Sistematica
Dopo attenti studi iniziati sulle differenze delle livree maschili nel periodo riproduttivo, due ittiologi americani (Steve Layman e Rick Maydan) hanno riconosciuto come specie a sé stanti alcune sottospecie di E. stigmaeum, descrivendole nel Bulletin of the Alabama Museum of Natural History (2012) e battezzandole con i nomi di presidenti e vicepresidenti degli USA che si sono distinti per le loro politiche di conservazione delle specie animali:
- Etheostoma clinton
- Etheostoma gore
- Etheostoma jimmycarter
- Etheostoma obama
- Etheostoma teddyroosevelt